# Roquinaldo Amaral Ferreira
Roquinaldo Amaral Ferreira (Rio de Janeiro, 1967) é um professor universitário, africanista e historiador brasileiro. É especialista em História do Tráfico Atlântico, e na relação Angola e Brasil.

## Biografia
Sua família é de Salvador, Bahia, tendo emigrado, na década de 60, para o Rio de Janeiro. Roquinaldo Ferreira nasceu em Ramos, bairro pobre da Zona Norte carioca. É o filho mais velho, de três irmãos, de um cabo da marinho e de uma empregada doméstica. Estudou em escolas públicas, tendo conseguido realizar o ensino superior com o auxilio de bolsas do governo - sobretudo do CPNq.
Graduou-se em História pela Universidade Federal do Rio de Janeiro, em 1992. Realizou seu mestrado pela mesma instituição, sendo orientado pelo historiador Manolo Florentino. Sua dissertação foi defendida em 1996, sob o título Dos Sertões ao Atlântico: Tráfico Ilegal de Escravos e Comércio Lícito em Angola, 1830-1860. Seu doutorado foi obtido na Universidade da Califórnia, em 2003, na área de História das Áfricas. Em 2005 realizou pós-doc, na Universidade Federal Fluminense (UFF), integra o Núcleo de Estudos Africanos, na instituição.

## Atuação
Atualmente e professor na Universidade da Pensilvânia. Já atuou como professor na Universidade da Virgínia (2005 - 2012) e na Universidade Brown, na catedra Vasco da Gama. Atuou como professor visitante na Universidade de Genebra, Universidade Agostinho Neto e na École des Hautes Études en Sciences Sociales. Foi o primeiro brasileiro negro a ocupar uma cadeira de professor na Ivy League estadunidense.

## Publicações
Já publicou artigos em diversas revistas ciêntificas nos Estados Unidos da América, Brasil, Inglaterra, Alemanha e Portugal. É figura recorrente na Revista Afro-Asia.

### Livros
- Cross-cultural exchange in the atlantic world: Angola and Brazil during the era of the slave trade (2012).[7]
- Dos sertões ao Atlântico: tráfico ilegal de escravos e comércio lícito em Angola 1830 - 1860 (2012).[9]
- Escravatura, abolicionismo e colonialismo em Angola: algumas contribuições para a compreensão do passado angolano (2018).[10]